# Coupe d'Algérie de football 2017-2018
Navigation
Coupe d'Algérie
2016-2017 Coupe d'Algérie
2018-2019
La Coupe d'Algérie de football 2017-2018 est la 54e édition de la Coupe d'Algérie de football.
Le vainqueur de cette compétition sera qualifié pour le tour préliminaire de la Coupe de la confédération africaine.
Le groupe de télécommunications ATM Mobilis est le sponsor de la compétition.
Cette version de 2018 est une finale relookée de celle de l’édition de 1991, qui a eu lieu entre les mêmes équipes l'USM Bel-Abbès et la JS Kabylie, et a connu le même sort avec la victoire de l'USMBA et l'obtention de leur 2e titre de Coupe d'Algérie.
L'exploit inédit de cette finale, est l'inscription du but le plus rapide de l'histoire de toutes les finales de la Coupe d'Algérie, après seulement 88 secondes de jeu par l’intermédiaire du joueur Bel-Abbésien Hamza Belahouel.

## Calendrier

### Dates des matchs
| Tour                           | Nom                                   | Dates retenues    | Équipes participantes | Équipes gagnantes |
| Épreuve éliminatoire (2017)    |                                       |                   |                       |                   |
| 1                              | Premier tour                          | Dates régionales  | -                     | -                 |
| 2                              | Deuxième tour                         | Dates régionales  | -                     | -                 |
| 3                              | Troisième tour                        | octobre           | 192                   | 96                |
| 4                              | Quatrième tour                        | novembre          | 96                    | 48                |
| Compétition propre (2017-2018) |                                       |                   |                       |                   |
| Entrée des 16 clubs de Ligue 1 |                                       |                   |                       |                   |
| 5                              | Trente-deuxièmes de finale            | 29 et 30 Décembre | 48 + 16               | 32                |
| 6                              | Seizièmes de finale                   | 12 et 13 Janvier  | 32                    | 16                |
| 7                              | Huitièmes de finale                   | février           | 16                    | 8                 |
| 8                              | Quarts de finale                      | Mars              | 8                     | 4                 |
| 9                              | Demi-finales                          | Avril             | 4                     | 2                 |
| 10                             | Finale Stade du 5 juillet 1962, Alger | 1 Mai             | 2                     | 1                 |

### Dates des tirages au sort
Le tirage au sort des 32e de finale et 16e de finale a eu lieu le 5 décembre au Palais des Congrès Abdelatif-Rehal de Aïn Bénian (Alger).
|  | Huitièmes de finale                       | Huitièmes de finale               |                                         |  | Quarts de finale              | Quarts de finale              |  |  | Demi-finales | Demi-finales |  |  | Finale | Finale |
|  | Huitièmes de finale                       | Huitièmes de finale               |                                         |  | Quarts de finale              | Quarts de finale              |  |  | Demi-finales | Demi-finales |  |  | Finale | Finale |
|  |                                           |                                   |                                         |  |                               |                               |  |  |              |              |  |  |        |        |
|  | Stade du 5-Juillet-1962 Alger a-p         | Stade du 5-Juillet-1962 Alger a-p |                                         |  | Stade du 5-Juillet-1962 Alger | Stade du 5-Juillet-1962 Alger |  |  |              |              |  |  |        |        |
|  | Stade du 5-Juillet-1962 Alger a-p         | Stade du 5-Juillet-1962 Alger a-p |                                         |  | Stade du 5-Juillet-1962 Alger | Stade du 5-Juillet-1962 Alger |  |  |              |              |  |  |        |        |
|  | 2                                         | MC Alger                          |                                         |  | Stade du 5-Juillet-1962 Alger | Stade du 5-Juillet-1962 Alger |  |  |              |              |  |  |        |        |
|  | 2                                         | MC Alger                          |                                         |  | Stade du 5-Juillet-1962 Alger | Stade du 5-Juillet-1962 Alger |  |  |              |              |  |  |        |        |
|  | 1                                         | CR Belouizdad                     |                                         |  | Stade du 5-Juillet-1962 Alger | Stade du 5-Juillet-1962 Alger |  |  |              |              |  |  |        |        |
|  | 1                                         | CR Belouizdad                     | MC Alger                                |  |                               |                               |  |  |              |              |  |  |        |        |
|  | Stade de l'Unité Maghrébine Béjaïa        |                                   |                                         |  |                               |                               |  |  |              |              |  |  |        |        |
|  |                                           |                                   | MO Béjaïa                               |  |                               |                               |  |  |              |              |  |  |        |        |
|  | 1                                         | MO Béjaïa                         |                                         |  |                               |                               |  |  |              |              |  |  |        |        |
|  | 1                                         | MO Béjaïa                         | Stade du 24-Février-1956 Sidi Bel Abbès |  |                               |                               |  |  |              |              |  |  |        |        |
|  | 0                                         | MC Oran                           |                                         |  |                               |                               |  |  |              |              |  |  |        |        |
|  | 0                                         | MC Oran                           |                                         |  |                               |                               |  |  |              |              |  |  |        |        |
|  | Stade du 24-Février-1956 Sidi Bel Abbès   |                                   |                                         |  |                               |                               |  |  |              |              |  |  |        |        |
|  |                                           |                                   |                                         |  |                               |                               |  |  |              |              |  |  |        |        |
|  | 2                                         | USM Bel Abbès                     |                                         |  |                               |                               |  |  |              |              |  |  |        |        |
|  | 2                                         | USM Bel Abbès                     |                                         |  |                               |                               |  |  |              |              |  |  |        |        |
|  | 1                                         | US Biskra                         |                                         |  |                               |                               |  |  |              |              |  |  |        |        |
|  | 1                                         | US Biskra                         | USM Bel Abbès                           |  |                               |                               |  |  |              |              |  |  |        |        |
|  | Stade du 20-Août-1955 Meridja, Béchar     |                                   |                                         |  |                               |                               |  |  |              |              |  |  |        |        |
|  |                                           |                                   | JS Saoura                               |  |                               |                               |  |  |              |              |  |  |        |        |
|  | 1                                         | JS Saoura                         |                                         |  |                               |                               |  |  |              |              |  |  |        |        |
|  | 1                                         | JS Saoura                         | Stade des frères Brakni Blida           |  |                               |                               |  |  |              |              |  |  |        |        |
|  | 0                                         | USM Alger                         |                                         |  |                               |                               |  |  |              |              |  |  |        |        |
|  | 0                                         | USM Alger                         |                                         |  |                               |                               |  |  |              |              |  |  |        |        |
|  | Stade Abda Ali Guelma                     |                                   |                                         |  |                               |                               |  |  |              |              |  |  |        |        |
|  |                                           |                                   |                                         |  |                               |                               |  |  |              |              |  |  |        |        |
|  | 0                                         | IRB Belkheir                      |                                         |  |                               |                               |  |  |              |              |  |  |        |        |
|  | 0                                         | IRB Belkheir                      |                                         |  |                               |                               |  |  |              |              |  |  |        |        |
|  | 3                                         | CR Zaouia                         |                                         |  |                               |                               |  |  |              |              |  |  |        |        |
|  | 3                                         | CR Zaouia                         | CR Zaouia                               |  |                               |                               |  |  |              |              |  |  |        |        |
|  | Stade des frères Demane-Debbih Aïn M'lila |                                   |                                         |  |                               |                               |  |  |              |              |  |  |        |        |
|  |                                           |                                   | AS Aïn M'lila                           |  |                               |                               |  |  |              |              |  |  |        |        |
|  | 1                                         | AS Aïn M'lila                     |                                         |  |                               |                               |  |  |              |              |  |  |        |        |
|  | 1                                         | AS Aïn M'lila                     | Stade du 5-Juillet-1962 alger           |  |                               |                               |  |  |              |              |  |  |        |        |
|  | 0                                         | MC El Bayadh                      |                                         |  |                               |                               |  |  |              |              |  |  |        |        |
|  | 0                                         | MC El Bayadh                      |                                         |  |                               |                               |  |  |              |              |  |  |        |        |
|  | Stade de Dar El Beïda Dar El Beïda        |                                   |                                         |  |                               |                               |  |  |              |              |  |  |        |        |
|  |                                           |                                   |                                         |  |                               |                               |  |  |              |              |  |  |        |        |
|  | 0                                         | CRB Dar El Beïda                  |                                         |  |                               |                               |  |  |              |              |  |  |        |        |
|  | 0                                         | CRB Dar El Beïda                  |                                         |  |                               |                               |  |  |              |              |  |  |        |        |
|  | 1                                         | JS Kabylie                        |                                         |  |                               |                               |  |  |              |              |  |  |        |        |
|  | 1                                         | JS Kabylie                        | JS Kabylie                              |  |                               |                               |  |  |              |              |  |  |        |        |
|  | Stade des frères Brakni Blida             |                                   |                                         |  |                               |                               |  |  |              |              |  |  |        |        |
|  |                                           |                                   | USM Blida                               |  |                               |                               |  |  |              |              |  |  |        |        |
|  | 5                                         | USM Blida                         |                                         |  |                               |                               |  |  |              |              |  |  |        |        |
|  | 5                                         | USM Blida                         |                                         |  |                               |                               |  |  |              |              |  |  |        |        |
|  | 0                                         | DRB Tadjenanet                    |                                         |  |                               |                               |  |  |              |              |  |  |        |        |
|  | 0                                         | DRB Tadjenanet                    |                                         |  |                               |                               |  |  |              |              |  |  |        |        |

## Avant Dernier Tour Régional
| Ligue d'Alger Avant Dernier tour régional (3 Novembre 2017 à 14h30)                  |                      |             |                      |  |                     |  |
| 1                                                                                    | CA Kouba             | 1-3         | JS Hai Djebel        |  |                     |  |
| 2                                                                                    | NARB Reghaia         | 1-0         | DRB Baraki           |  |                     |  |
| 3                                                                                    | IB Khemis El Khechna | 0-1         | CRB Dar El Beida     |  |                     |  |
| 4                                                                                    | RC Kouba             | 1-0         | JS Tixeraine         |  |                     |  |
| 5                                                                                    | MO Bejaia            | 1-0         | WA Bordj Menail      |  |                     |  |
| 6                                                                                    | US Oued Amizour      | 1-0         | MC Bouira            |  |                     |  |
| 7                                                                                    | US Beni Douala       | 0-1         | OS El Kseur          |  |                     |  |
| 8                                                                                    | ES Ben Aknoun        | 2-2 t.a.b   | JSM Bejaia           |  |                     |  |
| 9                                                                                    | RC Boumerdès         | 0-1         | IB Lakhdaria         |  |                     |  |
| 10                                                                                   | DRB Staoueli         | 1-0         | OMR El Anasser       |  | 04/11/2017 à 14h30  |  |
| 11                                                                                   | MB Bouira            | 1-2 a.p     | Hydra AC             |  | 04/11/2017 à 14h30  |  |
| 12                                                                                   | ES Sour El Ghozlane  | 1-1 t.a.b   | EC Oued Smar         |  | 04/11/2017 à 14h30  |  |
| 13                                                                                   | AGS Belvédères       | 3-2         | ES Azeffoun          |  | 04/11/2017 à 14h30  |  |
| 14                                                                                   | USM Chéraga          | 2-4         | JSM Cheraga          |  | 04/11/2017 à 14h30  |  |
| 15                                                                                   | US Soummam           | 0-1         | USM Draa Ben Kheda   |  | 04/11/2017 à 14h30  |  |
| 16                                                                                   | ESM Boudouaou        | 1-2         | JS Azzazga           |  | 04/11/2017 à 14h30  |  |
| Ligue de Blida Avant Dernier tour régional (3 Novembre 2017 à 14h 30)                |                      |             |                      |  |                     |  |
| 1                                                                                    | CRB Sendjas          | -           | MS Cherchell         |  |                     |  |
| 2                                                                                    | ES Firem (Chlef)     | -           | CRB Beni Tamou       |  |                     |  |
| 3                                                                                    | CR Zaouia            | -           | RC Arba              |  |                     |  |
| 4                                                                                    | ESM Koléa            | -           | CRB El Attaf         |  |                     |  |
| 5                                                                                    | ASO Chlef            | -           | IRB Boumedfaa        |  |                     |  |
| 6                                                                                    | USMM Hadjout         | -           | SC Aïn Defla         |  | 4 Novembre 2017     |  |
| 7                                                                                    | MCB Oued Sly         | -           | CRB Boukadir         |  | 4 Novembre 2017     |  |
| 8                                                                                    | CRB Aïn Oussara      | -           | WA Boufarik          |  | 4 Novembre 2017     |  |
| 9                                                                                    | SKAF Khemis Miliana  | -           | ES Berrouaghia       |  | 4 Novembre 2017     |  |
| 10                                                                                   | RA Ain Defla         | -           | ORB Oued Fodda       |  | 4 Novembre 2017     |  |
| Ligue d'Oran Avant Dernier tour régional (4 Novembre 2017 à 14h 30)                  |                      |             |                      |  |                     |  |
| 1                                                                                    | WA Tlemcen           | 3 - 0       | IRB El Kerma         |  |                     |  |
| 2                                                                                    | ASM Oran             | -           | ICS Tlemcen          |  |                     |  |
| 3                                                                                    | RCB Oued R'hiou      | -           | WR Hammam Bou Hadjar |  |                     |  |
| 4                                                                                    | WB Ouled Mimoun      | -           | CRB Ben Badis        |  |                     |  |
| 5                                                                                    | IRB Maghnia          | -           | US Remchi            |  |                     |  |
| 6                                                                                    | ES Mostaganem        | -           | AS Azzouz            |  |                     |  |
| 7                                                                                    | RC Relizane          | -           | WRB Djidiouia        |  |                     |  |
| 8                                                                                    | CR Témouchent        | -           | IRB Chetouane        |  |                     |  |
| 9                                                                                    | CRB El Amria         | -           | ASB Maghnia          |  |                     |  |
| 10                                                                                   | OM Arzew             | -           | MB Sidi Chami        |  |                     |  |
| 11                                                                                   | WR Sebdou            | -           | JRB Sidi Brahim      |  |                     |  |
| 12                                                                                   | CRB Ouarizane        | -           | CRB Hennaya          |  |                     |  |
| 13                                                                                   | CR Bendaoud          | -           | SCM Oran             |  |                     |  |
| 14                                                                                   | CR Ouled Boudjemaa   | -           |                      |  |                     |  |
| Ligue de Saida Avant Dernier tour régional (le 4 Novembre 2017 à 14h 30)             |                      |             |                      |  |                     |  |
| 1                                                                                    | SA Mohamadia         | -           | USB Tissemsilt       |  |                     |  |
| 2                                                                                    | MC El Bayadh         | -           | NC Maoussa           |  |                     |  |
| 3                                                                                    | MB Hassasna          | -           | IRB Aïn El Hadjar    |  |                     |  |
| 4                                                                                    | ARB Ghriss           | -           | IS Tighennif         |  |                     |  |
| 5                                                                                    | JSM Tiaret           | -           | JS Sig               |  |                     |  |
| 6                                                                                    | GC Mascara           | -           | IR Bouhenni Tiaret   |  |                     |  |
| 7                                                                                    | FCB Ouled Brahim     | -           | HB El Bordj          |  |                     |  |
| 8                                                                                    | NRB Lardjem          | -           | CRB Froha            |  |                     |  |
| 9                                                                                    | CC Sig               | -           | FCB Frenda           |  |                     |  |
| 10                                                                                   | MC Saida             | -           | Exempt               |  |                     |  |
| Ligue de Constantine Avant Dernier tour régional(le samedi 4 Novembre 2017 à 14h 30) |                      |             |                      |  |                     |  |
| 1                                                                                    | SA Sétif             | -           | MO Constantine       |  | vendredi 03/11/2017 |  |
| 2                                                                                    | CR Village Moussa    | -           | NRB Grarem           |  |                     |  |
| 3                                                                                    | NRB Teleghma/B       | -           | US Chaouia           |  |                     |  |
| 4                                                                                    | HB Chelghoum Laid    | -           | WA Constantine       |  |                     |  |
| 5                                                                                    | JS Djijel            | -           | MC Ain Smara         |  |                     |  |
| 6                                                                                    | IRB Ain Lahdjar      | -           | ES Collo             |  |                     |  |
| 7                                                                                    | USM Sétif            | -           | FC Bir El Arch       |  |                     |  |
| 8                                                                                    | AB Chelghoum Laïd    | -           | USF Constantine      |  |                     |  |
| 9                                                                                    | CRB El Milia         | -           | AS Khroub            |  |                     |  |
| 10                                                                                   | USM Ain Beida        | -           | ASC Ouled Zouaï      |  |                     |  |
| Ligue de Batna Avant Dernier tour régional (// à 14h 30)                             |                      |             |                      |  |                     |  |
| 1                                                                                    | USM Khenchela        | -           | WR M'Sila            |  |                     |  |
| 2                                                                                    | NC Magra             | -           | CRB Ain Djasser      |  |                     |  |
| 3                                                                                    | NRC Boudjelbana      | -           | Olympique M'Sila     |  |                     |  |
| 4                                                                                    | CRB Kais             | -           | IRB Berhoum          |  |                     |  |
| 5                                                                                    | CR Bordj Ghedir      | -           | US Tolga             |  |                     |  |
| 6                                                                                    | IRB Khelil           | -           | AS Bordj Ghedir      |  |                     |  |
| 7                                                                                    | MB Barika            | -           | AB Sidi Khaled       |  |                     |  |
| 8                                                                                    | CRB Ouled Djellal    | -           | AB Merouana          |  |                     |  |
| Ligue de Annaba Avant Dernier tour régional (4 Novembre 2017 à 14h 30)               |                      |             |                      |  |                     |  |
| 1                                                                                    | MB Berrahal          | 2 - 1       | ES Guelma            |  |                     |  |
| 2                                                                                    | IRB Belkheir         | 2 - 2 t.a.b | WM Tebessa           |  |                     |  |
| 3                                                                                    | ESB Besbes           | 2 - 2 t.a.b | Naser El Fedjoudj    |  |                     |  |
| 4                                                                                    | CRB Héliopolis       | 2 - 1 a.p   | CRB Dréan            |  |                     |  |
| 5                                                                                    | IRB El Hadjar        | 1 - 0       | JSB Chebaita         |  |                     |  |
| 6                                                                                    | ORB Boumahra Ahmed   | 1 - 1 t.a.b | AS Ben M'hidi        |  |                     |  |
| 7                                                                                    | ESF Bir El Ater      | 1 - 1 t.a.b | IH Chellala          |  |                     |  |
| 8                                                                                    | HAMRA Annaba         | -           | Exempt               |  |                     |  |
| 9                                                                                    | US Tebessa           | -           | Exempt               |  |                     |  |
| 10                                                                                   | USM Annaba           | -           | Exempt               |  |                     |  |
| Ligue de Ouargla Avant Dernier tour régional (3 Novembre 2017 à 14h 30)              |                      |             |                      |  |                     |  |
| 1                                                                                    | NRB Touggourt        | -           | ES El Oued           |  |                     |  |
| 2                                                                                    | MB Hassi Massaoud    | -           | CM Sidi Amrane       |  |                     |  |
| 4                                                                                    | CSSW Ilizi           | -           | CR Beni Thour        |  |                     |  |
| 6                                                                                    | NRN Boughoufala      | -           | MC Mekhadma          |  |                     |  |
| 7                                                                                    | IRB Aflou            | -           | NT Souf              |  |                     |  |
| 8                                                                                    | NRT Mermad           | -           | USB Hassi R'mel      |  | le 4 Novembre 2017  |  |
| 3                                                                                    | US Souf              | -           | MB Rouissat          |  | le 4 Novembre 2017  |  |
| 5                                                                                    | IRB Robbah           | -           | Amel Sidi Mahdi      |  | le 4 Novembre 2017  |  |
| Ligue de Béchar Avant Dernier tour régional 3 novembre 2017                          |                      |             |                      |  |                     |  |
| 1                                                                                    | GC Aïn Sefra         | -           |                      |  |                     |  |
| 2                                                                                    | CRB Adrar            | -           |                      |  |                     |  |

## Soixante-quatrièmes de finale
Dernier tour régional
| Ligue d'Alger le 25 Novembre 2017        |                       |                        |                          |                                                                                         |                    |                                              |
| 1                                        | MO Bejaia             | 5-2                    | OS El Kseur              | soltane 10 . noubli 33 . 35 . bentayeb 66 . belkacemi 70 / tourki 44 . baour 64 .       | 25 nov 2017 .      | stade de l'unité maghrébine de béjaia .      |
| 2                                        | RC Kouba              | 1-0                    | USM Draa Ben Khedda      | amrane 85 .                                                                             | 25 nov 2017 .      | stade chahid bouraada de Reghaia .           |
| 3                                        | ES Sour El Ghozlane   | 2-0                    | Hydra AC                 | herhouz 49 . 83 .                                                                       | 25 nov 2017.       | stade Lakhdaria                              |
| 4                                        | CRB Dar El Beida      | 1 - 0 a p              | JSM Cheraga              | abbés 115 .                                                                             | 25 nov 2017 .      | stade chahid ali aissani de Bourouba         |
| 5                                        | IB Lakhdaria          | 1-0 a.p                | US Oued Amizour          |                                                                                         | 25 nov 2017 .      | stade Azazga                                 |
| 6                                        | DRB Staoueli          | 1 - 1 ap (tab 4 -2)    | JS Hai Djebel            | .........?46 sp / mohssine 30 .                                                         | 25 nov 2017.       | stade Hydra                                  |
| 7                                        | AGS Belvédère         | 1-0                    | NARB Reghaia             | belbidh 75 .                                                                            | 25 nov 2017.       | stade Rouiba                                 |
| 8                                        | ES Ben Aknoun         | 3-1                    | JS Azazga                | radjaoua 21 . zerouguet 25 . kaabeche 30 . / saadi 18 .                                 | 25 nov 2017.       | stade said bourouba de Bouira                |
| Ligue de Blida le 25 Novembre 2017       |                       |                        |                          |                                                                                         |                    |                                              |
| 1                                        | ESM Koléa             | 2-0                    | CRB Aïn Oussara          | boussria abdennour 20 . el hadi 75 .                                                    | 25 nov 2017.       | stade kechad ahmed de Beni Slimane           |
| 2                                        | CRB Sendjas           | 3 -3 ap (tab 1 - 4)    | USMM Hadjout             | bekakcha 9 . 108 . toutey 28 s p / boureba 33 s pen . hassimi 82 . touati 118 .         | 25 nov 2017        | stade chahid khallel abdelkader de Ain Defla |
| 3                                        | MCB Oued Sly          | 2 2 ap (tab 5 -4)      | ASO Chlef                | lakhder 60 . ouadheh 101 . / sebaihia 89 . benhamla 105 .                               | 25 nov 2017.       | stade mohamed Boumezrag /Chlef               |
| 4                                        | ES Firem (Chlef)      | 4 - 1                  | SKAF Khemis Miliana (d3) | chaout 55 . chahmi 66 .h'mida 75 . belkacem djelloul 90 / .........29                   | 25 nov 2017.       | stade Rouina                                 |
| 5                                        | CR Zaouia             | 6-3                    | RA Ain Defla             | .......?                                                                                | 25 nov 2017 .      | stade Boumedfaa                              |
| Ligue d'Oran le 25 Novembre 2017         |                       |                        |                          |                                                                                         |                    |                                              |
| 1                                        | WA Tlemcen            | 1-0                    | IRB Maghnia              | kahlouche 18                                                                            | 25 nov 2017.       | stade 18 février du Remchi                   |
| 2                                        | ASM Oran              | 1-0                    | OM Arzew                 | botiche 68 sp                                                                           | 25 nov 2017        | stade kacha baghdadi de Sidi Chahmi          |
| 3                                        | RC Relizane           | 3-2 a.p                | ES Mostaganem            | hellal 42 . ayeche 61 . derag 95 / benmghith 27 . benhmida 78 .                         | 25 nov 2017.       | stade Zabana /Oran                           |
| 4                                        | RCB Oued R'hiou       | 3-0                    | WR Sebdou                | feghoul 35 . bouhdiba 46 . abdelmalek haloui 76 .                                       | 25 nov 2017        | stade kerbouci menaouer d'arzew .            |
| 5                                        | CR Témouchent         | 3-1                    | CR Ouled Boudjemaa       |                                                                                         | 25 nov 2017 .      | stade El Amria                               |
| 6                                        | CRB El Amria          | 1-0                    | CRB Ouarizane            |                                                                                         | 25 nov 2017 .      | stade Arzew                                  |
| 7                                        | WB Ouled Mimoun       | 2-0                    | CR Bendaoud              |                                                                                         | 25 nov 2017.       | Sidi Brahim                                  |
| Ligue de Saida le 25 Novembre 2017       |                       |                        |                          |                                                                                         |                    |                                              |
| 1                                        | SA Mohamadia          | 1 - 1ap (tab 7 -6)     | JSM Tiaret               | ........?                                                                               | 25 novembre 2017.  | stade hassaine lakhel de tighennif Tighennif |
| 2                                        | MC El Bayadh          | 2-1                    | GC Mascara               | antar 15 . guendouzi 76 / sayem 9 .                                                     | 25 nov 2017 .      | stade 1er novembre de Sougueur               |
| 3                                        | MC Saida              | 2-1                    | FCB Ouled Brahim         | siyahi 8 . hamidi 64 / douadji 49 .                                                     | 25 nov 2017.       | stade 13 Avril /Saida                        |
| 4                                        | MB Hassasna           | 2-0                    | NRB Lardjem              |                                                                                         |                    | stade Frenda                                 |
| 5                                        | ARB Ghriss            | 2-1                    | CC Sig                   |                                                                                         |                    | Meflah Aoued/Mascara                         |
| Ligue de Batna le 25 Novembre 2017       |                       |                        |                          |                                                                                         |                    |                                              |
| 1                                        | CA Bordj Bou Arreridj | 4-0                    | AS Bordj Ghedir          | kourbia 15 . 21 . 43 . 80.                                                              | 25 nov 2017.       | stade tahar guidoum / Ras El Oued            |
| 2                                        | USM Khenchela         | 2-1                    | CA Batna                 | khelil bouzit 88 . 90+1 / bouthaldja 67                                                 | 25 nov 2017        | stade communal d'el chamra                   |
| 3                                        | A Bou Saada           | 3-2                    | IRB Khelil               | messaoudene 20 . 63 .baali 38 / bensayd 76 sp . kheraifia 88 .                          | 25 nov 2017.       | stade chahid bachir ourtel de M'Sila         |
| 4                                        | NC Magra              | 2-1                    | MB Barika                | soukel 26 . fodhil 86 / mihoubi 62 .                                                    | 25 nov 2017 .      | stade opoc de Ras El Oyoun .                 |
| 5                                        | NRC Boudjelbana       | 1-0                    | CRB Ouled Djellal        | baadeche 75 .                                                                           | 25 nov 2017.       | stade bensaci de Merouana                    |
| 6                                        | CRB Kais              | ***                    | Exempt                   |                                                                                         |                    |                                              |
| Ligue de Annaba le 25 Novembre 2017      |                       |                        |                          |                                                                                         |                    |                                              |
| 1                                        | USM Annaba            | 2 1 a p                | CRB Héliopolis           | bouragaa 90 . mostfaoui 101 / missi amir 76 .                                           | 25 novembre 2017 . | stade badji mokhtar / souk ahras .           |
| 2                                        | MB Berrahal           | 2-1                    | US Tebessa               | lebiadh 31 . sayed 48 . / el ghomari 28 .                                               | 25 novembre 2017.  | stade bouaziz lamri de guelma                |
| 3                                        | ESF Bir El Ater       | 1 - 1 ap (tab 8 - 7)   | IRB El Hadjar            | helaimia 65 sp / ferchichi 40                                                           | 25 nov 2017.       | stade afroukh tahar de Sedrata               |
| 4                                        | IRB Belkheir          | 1-1 ap (tab 4 - 2)     | HAMR Annaba              | brahmia 45 sp / lessoued 4                                                              | 25 nov 2017.       | stade naili amar / Dréan                     |
| 5                                        | ES Besbes             | 0 -0 ap (t a b 4 - 2)  | ORB Boumahra Ahmed       | /                                                                                       | 25 nov 2017        | El Hadjar                                    |
| Ligue de Constantine le 25 Novembre 2017 |                       |                        |                          |                                                                                         |                    |                                              |
| 1                                        | CR Village Moussa     | 0 - 0 ap (t a b 4 - 2) | JS Djijel                | /                                                                                       | 25 nov 2017        | stade colonel amirouche de jijel .           |
| 2                                        | MC El Eulma           | 3-1                    | IRB Ain Lahdjar          | el aouafi 9 . abed abaci 31 . merazka 59 / keddad 78                                    | 25 nov 2017        | stade 8 Mai /Sétif                           |
| 3                                        | JSM Skikda            | 0 - 0 ap (tab 4 - 2)   | USM Sétif                | /                                                                                       | 25 nov 2017.       | stade Mila                                   |
| 4                                        | AS Ain M'lila         | 2-0                    | AB Chelghoum Laïd        | simani 65 . 84 .                                                                        | 25 nov 2017        | stade communal de ain Smara                  |
| 5                                        | NRB Teleghma/B        | 2 -0                   | CRB Ain Fekroun          | dakhmouche 28 . 47                                                                      | 25 nov 2017        | stade demane debih de ain m'lila .           |
| 6                                        | HB Chelghoum Laid     | 4-3                    | CRB El Milia             | dekiche 5 . hariza 9 .nait souleimane 35 .ati 44 / cheraitia 37 .zegrour 48 .guehche 55 | 25 nov 2017.       | stade Grarem                                 |
| 7                                        | SA Sétif              | 3-1                    | USM Ain Beida            | rayhane 18 . boussboua 39 . 53 / bellil 90 sp                                           | 25 nov 2017.       | stade communal de Didouche Mourad            |
| Ligue de Ouargla le 25 Novembre 2017     |                       |                        |                          |                                                                                         |                    |                                              |
| 1                                        | NRB Touggourt         | 3-0                    | IRB Robah                |                                                                                         |                    | stade Mostakbal /Touggourt                   |
| 2                                        | MB Hassi Massaoud     | 2 -2 ap (tab 4 - 3)    | NRN Boughoufala          |                                                                                         |                    | stade Ain El Beida                           |
| 3                                        | US Souf               | 2-1                    | IRB Aflou                |                                                                                         |                    | stade Tikesbet                               |
| 4                                        | CSSW Ilizi            | 2-0                    | NRT Mermad               |                                                                                         |                    | stade Gherdaia                               |
| Ligue de Bechar le 25 Novembre 2017      |                       |                        |                          |                                                                                         |                    |                                              |
| 1                                        | GC Aïn Sefra          | 1-0                    | CRB Adrar                |                                                                                         |                    | stade Béchar                                 |

## Trente-deuxièmes de finale
| Remplaçants :               |
| -24 -29 -04 -16 -49 -22 -23 |
| Entraîneur :                |
| Moez Bououkaz               |

| Remplaçants :                                                                          |
| 09- Diabi 26- Tlemçani 07- Lakhdar 11- Boukerci 15- Bouafia 21- Guendouz 16- Boukefous |
| Entraîneur :                                                                           |
| Dahmani                                                                                |

| Remplaçants :               |
| -24 -29 -04 -16 -49 -22 -23 |
| Entraîneur :                |
| Moez Bououkaz               |

| Remplaçants :                                                                          |
| 09- Diabi 26- Tlemçani 07- Lakhdar 11- Boukerci 15- Bouafia 21- Guendouz 16- Boukefous |
| Entraîneur :                                                                           |
| Dahmani                                                                                |

| 28 décembre 2017 | JS Kabylie         | 1 - 0   | ES Ben Aknoun | | |
| 17h00            | Mehdi Benaldjia 8e | (1 - 0) |               | Stade 1 Novembre 1954, Tizi Ouzou Spectateurs : 4 000 Diffuseur : EPTV Arbitrage : Nader, Seradj, Omari | Stade 1 Novembre 1954, Tizi Ouzou Spectateurs : 4 000 Diffuseur : EPTV Arbitrage : Nader, Seradj, Omari |

| 29 décembre 2017 | CS Constantine                          | 2 - 1   | NA Hussein Dey | | |
|                  | Belkheir 80e (pen.) · Zerara 86e (pen.) | (0 - 1) | 10e Khiat      | Stade Chahid-Hamlaoui, Constantine Spectateurs : 30 000 Diffuseur : EPTV Arbitrage : Ghorbal, Etchiali, Ayad | Stade Chahid-Hamlaoui, Constantine Spectateurs : 30 000 Diffuseur : EPTV Arbitrage : Ghorbal, Etchiali, Ayad |

| Entraîneur : |
| Kebdani      |

| Entraîneur :   |
| Mustapha Sebaâ |

| Entraîneur : |
| Kebdani      |

| Entraîneur :   |
| Mustapha Sebaâ |

| 29 décembre 2017 | AS Ain M'lila | 1 - 0   | CA Bordj Bou Arreridj |                                                                                        |                                                                                        |
| 14h30            | Attia 60e     | (0 - 0) |                       | Stade Abed-Hamdani, Khroub Spectateurs : 7 000 Arbitrage : Boukeouassa, Abane, Slimani | Stade Abed-Hamdani, Khroub Spectateurs : 7 000 Arbitrage : Boukeouassa, Abane, Slimani |

| 29 décembre 2017 | USM Alger  | 1 - 0   | ES Firme |                                                                                   |                                                                                   |
|                  | Meftah 45e | (1 - 0) |          | Stade Omar-Hamadi, Alger Spectateurs : 2 000 Arbitrage : Bouzerar, Rahmoune, Yahi | Stade Omar-Hamadi, Alger Spectateurs : 2 000 Arbitrage : Bouzerar, Rahmoune, Yahi |

| 29 décembre 2017 | DRB Staoueli | 0 - 2   | O Médéa                       | | |
|                  |              | (0 - 1) | 26e Boubekeur · 74e Boucherit | Stade du 20-Août-1955, Alger Spectateurs : 700 Diffuseur : EPTV Arbitrage : Bousseta, Aseklou, Felidja | Stade du 20-Août-1955, Alger Spectateurs : 700 Diffuseur : EPTV Arbitrage : Bousseta, Aseklou, Felidja |

| 29 décembre 2017 | ES Besbes         | 1 - 1 4 - 3 t. a. b. | US Souf        |                                                                                             |                                                                                             |
|                  | Billami 107e      | (0 - 0)              | 110e Hadj Saad | Stade Abdelkader-Chabou, Annaba Spectateurs : 3 000 Arbitrage : Bouchama, Bourahla, Chahoud | Stade Abdelkader-Chabou, Annaba Spectateurs : 3 000 Arbitrage : Bouchama, Bourahla, Chahoud |
|                  | Tirs au but 4 - 3 |                      |                | Stade Abdelkader-Chabou, Annaba Spectateurs : 3 000 Arbitrage : Bouchama, Bourahla, Chahoud | Stade Abdelkader-Chabou, Annaba Spectateurs : 3 000 Arbitrage : Bouchama, Bourahla, Chahoud |

| 29 décembre 2017 | DRB Tadjenanet                               | 3 - 0 | CRB El Amria |                                                                                           |                                                                                           |
|                  | Doussé 4e · Hoggas 87e · Kadour Cherif 90+1e |       |              | Stade Lahoua-Smaïl, Tadjenanet Spectateurs : 4 000 Arbitrage : Dokhani, Dilmi, Etchellali | Stade Lahoua-Smaïl, Tadjenanet Spectateurs : 4 000 Arbitrage : Dokhani, Dilmi, Etchellali |

| 29 décembre 2017 | MC El Eulma | 0 - 3 | Paradou AC                             |                                                                                           |                                                                                           |
|                  |             |       | 17e Benayad · 57e Naïdji · 76e Bouzouk | Stade Messaoud Zougar, El Eulma Spectateurs : 8 000 Arbitrage : Boukhalfa, Benali, Laribi | Stade Messaoud Zougar, El Eulma Spectateurs : 8 000 Arbitrage : Boukhalfa, Benali, Laribi |

| 29 décembre 2017 | ESM Koléa     | 1 - 3 | MO Bejaia                             |                                                                                            |                                                                                            |
|                  | Karouchen 87e |       | 6e Mohli · 73e Herida · 93e Belkacemi | Stade des frères Brakni, Blida Spectateurs : 2 000 Arbitrage : Bendjehane,Bensnouci, Ouera | Stade des frères Brakni, Blida Spectateurs : 2 000 Arbitrage : Bendjehane,Bensnouci, Ouera |

| 29 décembre 2017 | NRC Boudjelbana | 1 - 2 ap       | CRB Dar El Beida           |                                                                                              |                                                                                              |
|                  | Boufana 50e     | (0 - 1, 1 - 1) | 42e Chetab · Benallal 120e | Stade du 4-Mars-1956, Tebessa Spectateurs : 5 000 Arbitrage : Baâtouche, Guessoum, Boudebouz | Stade du 4-Mars-1956, Tebessa Spectateurs : 5 000 Arbitrage : Baâtouche, Guessoum, Boudebouz |

| 29 décembre 2017 | ES Sétif                  | 2 - 0 | MB Hassi Messaoud |                                                                                   |                                                                                   |
|                  | Nessakh 33e · Chibane 81e |       |                   | Stade du 8-Mai-1945, Sétif Spectateurs : 4 000 Arbitrage : Bouteraa, Hallal,Halam | Stade du 8-Mai-1945, Sétif Spectateurs : 4 000 Arbitrage : Bouteraa, Hallal,Halam |

| 29 décembre 2017 | USM Bel Abbès     | 0 - 0 3 - 1 t. a. b. | HB Chelghoum Laïd | | |
|                  |                   | (0 - 0)              |                   | Stade du 24-Février-1956, Sidi Bel Abbès Spectateurs : 5 000 Arbitrage : Bouslimani, Belbachir, Ouaza | Stade du 24-Février-1956, Sidi Bel Abbès Spectateurs : 5 000 Arbitrage : Bouslimani, Belbachir, Ouaza |
|                  | Tirs au but 3 - 1 |                      |                   | Stade du 24-Février-1956, Sidi Bel Abbès Spectateurs : 5 000 Arbitrage : Bouslimani, Belbachir, Ouaza | Stade du 24-Février-1956, Sidi Bel Abbès Spectateurs : 5 000 Arbitrage : Bouslimani, Belbachir, Ouaza |

| 30 décembre 2017 | NC Magra   | 1 - 0   | USM Khenchela |                                                                                       |                                                                                       |
| 14h00            | Harizi 39e | (1 - 0) |               | Stade Ouertal Bachir, M'sila Spectateurs : 4 000 Arbitrage : Maaskri, Zerrouki, Hadji | Stade Ouertal Bachir, M'sila Spectateurs : 4 000 Arbitrage : Maaskri, Zerrouki, Hadji |

| 30 décembre 2017 | IB Lakhdaria  | 1 - 0 | AGS Belvédére |                                                                                               |                                                                                               |
| 14h00            | Boumriche 59e |       |               | OPOW Djilali Bounaama, Boumerdès Spectateurs : 4 000 Arbitrage : Meziani, Tamrabet, Benhassan | OPOW Djilali Bounaama, Boumerdès Spectateurs : 4 000 Arbitrage : Meziani, Tamrabet, Benhassan |

| 30 décembre 2017 | CRB Kaïs                   | 2 - 1   | CR Village Moussa |                                                                                  |                                                                                  |
| 14h00            | Makhoula 42e · Sahnoun 65e | (1 - 1) | 27e Gasmi         | Stade du 4-Mars-1956, Tebessa Spectateurs : 6 000 Arbitrage : Ladraa, Rouak, Rih | Stade du 4-Mars-1956, Tebessa Spectateurs : 6 000 Arbitrage : Ladraa, Rouak, Rih |

| 30 décembre 2017 | IRB Belkheir              | 2 - 0   | WB Ouled Mimoun |                                                                                           |                                                                                           |
| 14h00            | Brahmia 42e · Yousefi 43e | (2 - 0) |                 | Stade Souidani-Boudjemaa, Guelma Spectateurs : 2 000 Arbitrage : Lemissaji, Bouzid, Zemit | Stade Souidani-Boudjemaa, Guelma Spectateurs : 2 000 Arbitrage : Lemissaji, Bouzid, Zemit |

| 30 décembre 2017 | SA Mohamadia      | 1 - 2   | JS Saoura               | | |
| 14h00            | Faycal 90e (pen.) | (0 - 1) | 42e Bourdim · 65e Zaidi | Stade du 24-Février-1956, Sidi Bel Abbès Spectateurs : 6 000 Arbitrage : Halalchi, Bounoua, Azrine | Stade du 24-Février-1956, Sidi Bel Abbès Spectateurs : 6 000 Arbitrage : Halalchi, Bounoua, Azrine |

| 30 décembre 2017 | RC Relizane                  | 2 - 2 6 - 7 t. a. b. | NRB Teleghma/B           |                                                                                      |                                                                                      |
| 14h00            | Bouzid 46e · Aich 61e (pen.) | (0 - 2)              | 10e 23e (pen.) Khermiche | Stade Tahar-Zoughari, Relizane Spectateurs : 7 000 Arbitrage : Oudina, Sadok, Laribi | Stade Tahar-Zoughari, Relizane Spectateurs : 7 000 Arbitrage : Oudina, Sadok, Laribi |
| 14h00            | Tirs au but 6 - 7            |                      |                          | Stade Tahar-Zoughari, Relizane Spectateurs : 7 000 Arbitrage : Oudina, Sadok, Laribi | Stade Tahar-Zoughari, Relizane Spectateurs : 7 000 Arbitrage : Oudina, Sadok, Laribi |

| 30 décembre 2017 | NRB Touggourt     | 0 - 0 4 - 2 t. a. b. | USM El Harrach |                                                                                      |                                                                                      |
| 14h00            |                   | (0 - 0)              |                | Stade de l'Avenir, Touggourt Spectateurs : 5 000 Arbitrage : Bahloul, Saâdi, Benamia | Stade de l'Avenir, Touggourt Spectateurs : 5 000 Arbitrage : Bahloul, Saâdi, Benamia |
| 14h00            | Tirs au but 4 - 2 |                      |                | Stade de l'Avenir, Touggourt Spectateurs : 5 000 Arbitrage : Bahloul, Saâdi, Benamia | Stade de l'Avenir, Touggourt Spectateurs : 5 000 Arbitrage : Bahloul, Saâdi, Benamia |

| 30 décembre 2017 | MC El Bayadh | 1 - 0   | USM Annaba |                                                                                         |                                                                                         |
| 14h00            | Mitarfi 61e  | (0 - 0) |            | Stade Zakaria Medjdoub, El Bayadh Spectateurs : 5 000 Arbitrage : Yahia, Benadda, Saber | Stade Zakaria Medjdoub, El Bayadh Spectateurs : 5 000 Arbitrage : Yahia, Benadda, Saber |

| 30 décembre 2017 | GC Aïn Sefra | 0 - 1   | A Bou Saada |                                                                                               |                                                                                               |
| 14h00            |              | (0 - 0) | 47e Baali   | Stade Mohamed-Arfaoui, Aïn Sefra Spectateurs : 6 000 Arbitrage : Benabdallah, Berchou, Mesbah | Stade Mohamed-Arfaoui, Aïn Sefra Spectateurs : 6 000 Arbitrage : Benabdallah, Berchou, Mesbah |

| 30 décembre 2017 | MC Alger                                    | 4 - 0   | WA Tlemcen | | |
| 16h00            | Souibaa 17e · Nekkache 36e 90e · Balegh 45e | (3 - 0) |            | Stade du 5-Juillet-1962, Alger Spectateurs : 15 000 Diffuseur : EPTV Arbitrage : Arab, Bayoud, Benacer | Stade du 5-Juillet-1962, Alger Spectateurs : 15 000 Diffuseur : EPTV Arbitrage : Arab, Bayoud, Benacer |

| 30 décembre 2017 | MC Saida                              | 4 - 0   | RC Kouba | | |
| 14h00            | Amara 8e · Amour 77e · Kadous 82e 89e | (1 - 0) |          | Stade du 13-Avril-1958, Saïda Spectateurs : 9 000 Diffuseur : EPTV Arbitrage : Benbraham, Gourari, Boufassa | Stade du 13-Avril-1958, Saïda Spectateurs : 9 000 Diffuseur : EPTV Arbitrage : Benbraham, Gourari, Boufassa |

| 30 décembre 2017 | CS Star Wasset Illizi   | 2 - 1   | ESF Bir El Ater |                                                                     |                                                                     |
| 14h00            | Benomar 40e · Haoua 56e | (1 - 1) | 31e Saidi       | OPOW Illizi Spectateurs : 2 000 Arbitrage : Benatia, Bazine, Moukar | OPOW Illizi Spectateurs : 2 000 Arbitrage : Benatia, Bazine, Moukar |

| 30 décembre 2017 | US Biskra                          | 3 - 0   | JSM Skikda |                                                                                        |                                                                                        |
| 14h00            | Ogbi 3e · Farhi 43e · Berbache 57e | (2 - 0) |            | Stade du 18-Février, Biskra Spectateurs : 10 000 Arbitrage : Zouaoui, Aouina, Bouâanta | Stade du 18-Février, Biskra Spectateurs : 10 000 Arbitrage : Zouaoui, Aouina, Bouâanta |

| 30 décembre 2017 | CR Belouizdad                         | 3 - 0   | ARB Ghriss |                                                                                       |                                                                                       |
| 15h00            | Lakroum 19e · Lamhène 53e · Aribi 63e | (1 - 0) |            | Stade du 20-Août-1955, Alger Spectateurs : 6 000 Arbitrage : Ibrir, Tamen, Benhamouda | Stade du 20-Août-1955, Alger Spectateurs : 6 000 Arbitrage : Ibrir, Tamen, Benhamouda |

| 30 décembre 2017 | CR Zaouia         | 1 - 1 5 - 4 t. a. b. | ES Sour El Ghozlane |                                                                                            |                                                                                            |
| 14h00            | Hadj Sadouk 26e   | (1 - 1)              | Ziani 3e            | Stade des frères Brakni, Blida Spectateurs : 2 000 Arbitrage : Choubini, Maghlout, Bahloul | Stade des frères Brakni, Blida Spectateurs : 2 000 Arbitrage : Choubini, Maghlout, Bahloul |
| 14h00            | Tirs au but 5 - 4 |                      |                     | Stade des frères Brakni, Blida Spectateurs : 2 000 Arbitrage : Choubini, Maghlout, Bahloul | Stade des frères Brakni, Blida Spectateurs : 2 000 Arbitrage : Choubini, Maghlout, Bahloul |

| 30 décembre 2017 | SAS Sétif | 0 - 2   | ASM Oran                    | | |
| 15h00            |           | (0 - 2) | 14e Khelefallah · 43e Hadji | Stade du 8-Mai-1945, Sétif Spectateurs : 500 Diffuseur : EPTV Arbitrage : Benyahia, Hamlaoui, Himri | Stade du 8-Mai-1945, Sétif Spectateurs : 500 Diffuseur : EPTV Arbitrage : Benyahia, Hamlaoui, Himri |

| 1er janvier 2018 | USMM Hadjout | 1 - 2          | RCB Oued R'hiou                |                                                                                   |                                                                                   |
| 14h00            | Meddah 17e   | (1 - 0, 1 - 1) | 90+3e Guecioueur · 119e Haloui | Stade des Frères-Brakni, Blida Spectateurs : 500 Arbitrage : Mghizi, Hamza, Kirem | Stade des Frères-Brakni, Blida Spectateurs : 500 Arbitrage : Mghizi, Hamza, Kirem |

| 2 janvier 2018 | MB Hassasna                                 | 3 - 0   | MB Berrehal |                                                                                           |                                                                                           |
| 14h00          | Laabidine 26e · Chouikhi 70e · Rabout 90+3e | (1 - 0) |             | Stade du 13-Avril-1958 Saida Spectateurs : 1 000 Arbitrage : Gasmi, Badache, Tizi-ouazoua | Stade du 13-Avril-1958 Saida Spectateurs : 1 000 Arbitrage : Gasmi, Badache, Tizi-ouazoua |

## Seizièmes de finale
| 11 janvier 2018 | CRB Dar El Beida | 1 - 0   | ES Besbes | | |
| 14h00           | Chettab 88e      | (0 - 0) |           | Stade Omar Benrabah, Dar El Beida, (Alger) Spectateurs : faible Arbitrage : Bendjahene, Hadj Said, Belkedfi | Stade Omar Benrabah, Dar El Beida, (Alger) Spectateurs : faible Arbitrage : Bendjahene, Hadj Said, Belkedfi |

| 12 janvier 2018 | MC El Bayadh      | 1 - 1 4 - 3 t. a. b. | Paradou AC   |                                                                                             |                                                                                             |
| 14h30           | Touar 119e        | (0 - 0, 0 - 0)       | Benayad 113e | Stade Zakaria Medjdoub, El Bayadh Spectateurs : nombreuse Arbitrage : Nader, Amari, Serradj | Stade Zakaria Medjdoub, El Bayadh Spectateurs : nombreuse Arbitrage : Nader, Amari, Serradj |
| 14h30           | Tirs au but 4 - 3 |                      |              | Stade Zakaria Medjdoub, El Bayadh Spectateurs : nombreuse Arbitrage : Nader, Amari, Serradj | Stade Zakaria Medjdoub, El Bayadh Spectateurs : nombreuse Arbitrage : Nader, Amari, Serradj |

| 12 janvier 2018 | AS Ain M'lila     | 0 - 0 3 - 0 t. a. b. | IB Lakhdaria |                                                                                       |                                                                                       |
|                 |                   | (0 - 0)              |              | Stade Abed-Hamdani, Khroub Spectateurs : moyenne Arbitrage : Houadji, Berchou, Mesbah | Stade Abed-Hamdani, Khroub Spectateurs : moyenne Arbitrage : Houadji, Berchou, Mesbah |
|                 | Tirs au but 3 - 0 |                      |              | Stade Abed-Hamdani, Khroub Spectateurs : moyenne Arbitrage : Houadji, Berchou, Mesbah | Stade Abed-Hamdani, Khroub Spectateurs : moyenne Arbitrage : Houadji, Berchou, Mesbah |

| 12 janvier 2018 | CR Zaouia       | 1 - 0   | NC Magra |                                                                                       |                                                                                       |
| 14h45           | Hadj Sadouk 57e | (0 - 0) |          | Stade des frères Brakni, Blida Spectateurs : faible Arbitrage : Azez, Ddjafi, Bouakal | Stade des frères Brakni, Blida Spectateurs : faible Arbitrage : Azez, Ddjafi, Bouakal |

| 12 janvier 2018 | MB Hassasna  | 1 - 2 ap       | MO Béjaïa                |                                                                                           |                                                                                           |
| 14h30           | Chouikhi 69e | (0 - 1, 1 - 1) | Kadri 15e · Soltane 103e | Stade du 13-Avril-1958 Saida Spectateurs : faible Arbitrage : Gamouh, Benchaabia, Mokrane | Stade du 13-Avril-1958 Saida Spectateurs : faible Arbitrage : Gamouh, Benchaabia, Mokrane |

| 12 janvier 2018 | IRB Belkheir      | 0 - 0 7 - 6 t. a. b. | O Médéa |                                                                                              |                                                                                              |
|                 |                   | (0 - 0)              |         | Stade Souidani-Boudjemaa, Guelma Spectateurs : nombreuse Arbitrage : Kebab, Bendaas, Houassi | Stade Souidani-Boudjemaa, Guelma Spectateurs : nombreuse Arbitrage : Kebab, Bendaas, Houassi |
|                 | Tirs au but 7 - 6 |                      |         | Stade Souidani-Boudjemaa, Guelma Spectateurs : nombreuse Arbitrage : Kebab, Bendaas, Houassi | Stade Souidani-Boudjemaa, Guelma Spectateurs : nombreuse Arbitrage : Kebab, Bendaas, Houassi |

| 12 janvier 2018 | DRB Tadjenanet        | 2 - 1   | MC Saida    | | |
| 14h45           | Hoggas 10e · Laib 84e | (1 - 1) | Guenina 40e | Stade Lahoua-Smaïl, Tadjenanet Spectateurs : faible Diffuseur : EPTV Arbitrage : Brahim, Boulakrinet, Badache | Stade Lahoua-Smaïl, Tadjenanet Spectateurs : faible Diffuseur : EPTV Arbitrage : Brahim, Boulakrinet, Badache |

| 12 janvier 2018 | CR Belouizdad           | 2 - 0   | CSSW Illizi |                                                                                              |                                                                                              |
| 15h00           | Draoui 29e · Khoudi 56e | (1 - 0) |             | Stade du 20-Août-1955, Alger Spectateurs : faible Arbitrage : Benhamou A, Arafat, Benhamou M | Stade du 20-Août-1955, Alger Spectateurs : faible Arbitrage : Benhamou A, Arafat, Benhamou M |

| 13 janvier 2018 | A Bou Saada | 0 - 1   | MC Alger     |           |           |
| 14h00           |             | (0 - 0) | Nekkache 71e | Bou Saâda | Bou Saâda |

| Entraîneur :    |
| Kamel Bouhellal |

| Entraîneur :   |
| Salem El Aoufi |

| Entraîneur :    |
| Kamel Bouhellal |

| Entraîneur :   |
| Salem El Aoufi |

| 13 janvier 2018 | US Biskra | 1 - 0   | USM El Harrach |        |        |
|                 | Anani 40e | (1 - 0) |                | Biskra | Biskra |

| 13 janvier 2018 | NRB Teleghma/B | 0 - 1   | MC Oran   |      |      |
|                 |                | (0 - 0) | Toumi 73e | Mila | Mila |

| 13 janvier 2018 | CRB Kaïs | 0 - 2   | USM Bel Abbès                 |           |           |
|                 |          | (0 - 2) | Zouari 14e · Bouguelmouna 41e | El Khroub | El Khroub |

| 12 janvier 2018 | JS Kabylie                      | 2 - 0   | RCB Oued R'hiou |            |            |
| 16h00           | Benyoucef 6e · M. Benaldjia 42e | (1 - 0) |                 | Tizi-Ouzou | Tizi-Ouzou |

| 15 janvier 2018 | JS Saoura          | 1 - 0   | ES Sétif |  |  |
| 17h15           | Bourdim 90e (pen.) | (0 - 0) |          |  |  |

| 16 janvier 2018 | USM Alger  | 1 - 0   | CS Constantine |  |  |
| 16h00           | Sayoud 59e | (0 - 0) |                |  |  |

## Huitièmes de finale
| Jeudi 1er février 2018 | MC Alger                 | 2 - 1 ap       | CR Belouizdad | Stade du 5-Juillet-1962, Alger        |                                       |
| 17h00                  | Derrardja 40e 98e (pen.) | (1 - 1, 1 - 1) | Sidibé 20e    | Spectateurs : 40,000 Diffuseur : EPTV | Spectateurs : 40,000 Diffuseur : EPTV |

| Vendredi 2 février 2018 | CRB Dar El Beïda | 0 - 1   | JS Kabylie | Stade communal de Dar El Beïda, Alger |                                      |
| 14h30                   |                  | (0 - 0) | Yettou 47e | Spectateurs : 6,000 Diffuseur : EPTV  | Spectateurs : 6,000 Diffuseur : EPTV |

| Vendredi 2 février 2018 | JS Saoura        | 1 - 0   | USM Alger | Stade du 20-Août-1955 (Béchar)        |                                       |
| 17h00                   | Yahia Cherif 82e | (0 - 0) |           | Spectateurs : 20,000 Diffuseur : EPTV | Spectateurs : 20,000 Diffuseur : EPTV |

| Samedi 3 février 2018 | AS Aïn M'lila             | 1 - 0   | MC El Bayadh | Stade Abed-Hamdani, El Khroub |                        |
| 14h30                 | Chouaib Dhebih 85e (pen.) | (0 - 0) |              | Arbitrage : Benchehida        | Arbitrage : Benchehida |

| Entraîneur :    |
| Kamel Bouhellal |

| Entraîneur :  |
| Laid Benketfi |

| Entraîneur :    |
| Kamel Bouhellal |

| Entraîneur :  |
| Laid Benketfi |

| Entraîneur :          |
| Hamlaoui et Benkharif |

| Entraîneur : |
| Réda Zouani  |

| Entraîneur :          |
| Hamlaoui et Benkharif |

| Entraîneur : |
| Réda Zouani  |

| Samedi 3 février 2018 | MO Béjaïa        | 1 - 0   | MC Oran | Stade de l'Unité maghrébine, Béjaïa |  |
| 16h00                 | Yacine Salhi 81e | (0 - 0) |         |                                     |  |

| Samedi 3 février 2018 | USM Bel Abbès                               | 2 - 1   | US Biskra                 | Stade du 24-Février-1956, Sidi Bel Abbès |  |
| 16h00                 | Zakaria Khali 7e · Fares Benabderahmane 71e | (1 - 0) | 47e Dadi El Hocine Mouaki |                                          |  |

## Quarts de finale
| 2 mars 2018 | MC Alger                 | 2 - 0   | MO Bejaia | Stade du 5-Juillet-1962, Alger                                                                    |                                                                                                   |
| 16h00       | Azzi 22e · Mebarakou 76e | (1 - 0) |           | Spectateurs : 55 000 Diffuseur : EPTV Arbitrage : Abid Charef assisté de Boulfelfel et Benameur . | Spectateurs : 55 000 Diffuseur : EPTV Arbitrage : Abid Charef assisté de Boulfelfel et Benameur . |

| 2 mars 2018 | CR Zaouia                    | 2 - 1 ap       | AS Ain M'lila          | Stade Mustapha-Tchaker, Blida                                                        |                                                                                      |
| 16h00       | Arafa 45+3e · Hadj Sadok 92e | (0 - 0, 1 - 1) | Benarouci 45+2e (pen.) | Spectateurs : 8 000 Diffuseur : EPTV Arbitrage : Mial assisté de Bourouba et Rachedi | Spectateurs : 8 000 Diffuseur : EPTV Arbitrage : Mial assisté de Bourouba et Rachedi |

| 24 mars 2018 | JS Kabylie                   | 2 - 1   | USM Blida      | Stade du 5-Juillet-1962, Alger        |                                       |
| 16h00        | Benyoucef 71e · Radouani 83e | (0 - 0) | Herbache 90-3e | Spectateurs : 35 000 Diffuseur : EPTV | Spectateurs : 35 000 Diffuseur : EPTV |

| 3 mars 2018 | USM Bel Abbès              | 2 - 1   | JS Saoura        | Stade du 24-Février-1956, Sidi Bel Abbès                                                    |                                                                                             |
| 16h00       | Seguer 63e · Belahoual 89e | (0 - 1) | Yahia-Chérif 29e | Spectateurs : 10 000 Diffuseur : EPTV Arbitrage : Aouina S. assisté de Kechida et Aouina F. | Spectateurs : 10 000 Diffuseur : EPTV Arbitrage : Aouina S. assisté de Kechida et Aouina F. |

## Demi-finales
| 13 avril 2018 | JS Kabylie                                                        | 0 - 0 ap 5 - 4 t. a. b. | MC Alger                                                 | | |
| 16h00         |                                                                   | (0 - 0)                 |                                                          | Stade Chahid-Hamlaoui , Constantine Spectateurs : 45 000 Diffuseur : TV Algérienne, Algérie 4, Al-Kass One Arbitrage : Said Aouina | Stade Chahid-Hamlaoui , Constantine Spectateurs : 45 000 Diffuseur : TV Algérienne, Algérie 4, Al-Kass One Arbitrage : Said Aouina |
| 16h00         | Boukhanchouche · Benyoucef · Raiah · Saadou · Djabout · Benaldjia | Tirs au but 5 - 4       | Derardja · Hachoud · Bendebka · Azzi · Souibaah · Amachi | Stade Chahid-Hamlaoui , Constantine Spectateurs : 45 000 Diffuseur : TV Algérienne, Algérie 4, Al-Kass One Arbitrage : Said Aouina | Stade Chahid-Hamlaoui , Constantine Spectateurs : 45 000 Diffuseur : TV Algérienne, Algérie 4, Al-Kass One Arbitrage : Said Aouina |

| 14 avril 2018 | USM Bel Abbès | 1 - 0   | CR Zaouia | | |
| 16h00         | Tabti 90+3e   | (0 - 0) |           | Stade du 24-Février-1956, Sidi Bel Abbès Spectateurs : 35 000 Diffuseur : Canal Algérie, Algérie 3 Arbitrage : Redouane Necib | Stade du 24-Février-1956, Sidi Bel Abbès Spectateurs : 35 000 Diffuseur : Canal Algérie, Algérie 3 Arbitrage : Redouane Necib |

## Finale
| Remplaçants : |
| Mohamed Abdelali Guemroud Ali Guitoune Juba Oukaci Salim Boukhanchouche Ziri Hammar Nazim Si Salem Abderrahmane Boultif |
| Entraîneur : |
| Youcef Bouzidi |

| Remplaçants : |
| Yahia Labani Samir Zerrouki Sofiane Bengorine Mohamed Seguer Abdennour Belhocini Nour El Islam Salah Nadjib Ghoul |
| Entraîneur : |
| Tahar Chérif El-Ouazzani                                                                                          |

| Remplaçants : |
| Mohamed Abdelali Guemroud Ali Guitoune Juba Oukaci Salim Boukhanchouche Ziri Hammar Nazim Si Salem Abderrahmane Boultif |
| Entraîneur : |
| Youcef Bouzidi |

| Remplaçants : |
| Yahia Labani Samir Zerrouki Sofiane Bengorine Mohamed Seguer Abdennour Belhocini Nour El Islam Salah Nadjib Ghoul |
| Entraîneur : |
| Tahar Chérif El-Ouazzani                                                                                          |

| Gardien de but | 30 |  | Malek Asselah             | 72e |     |
|                | 2  |  | Saâdi Radouani            |     |     |
|                | 15 |  | Ilyes Chetti              | 84e |     |
| Capitaine      | 4  |  | Essaïd Belkalem           |     |     |
|                | 5  |  | Nabil Saadou              |     |     |
|                | 21 |  | Malik Raiah               | 20e | 70e |
|                | 19 |  | Adel Djerrar              |     | 72e |
|                | 23 |  | Mohamed Nassim Yattou     |     |     |
|                | 6  |  | Lyes Benyoucef            | 45e | 70e |
|                | 7  |  | Mehdi Benaldjia           |     |     |
|                | 10 |  | Adil Djaabout             |     |     |
| Remplaçants :  |    |  |                           |     |     |
| Gardien de but | 16 |  | Abderrahmane Boultif      |     | 72e |
|                | 22 |  | Mohamed Abdelali Guemroud |     |     |
|                | 29 |  | Ali Guitoune              |     |     |
|                | 27 |  | Juba Oukaci               |     |     |
|                | 17 |  | Salim Boukhanchouche      |     | 70e |
|                | 25 |  | Ziri Hammar               |     | 70e |
|                | 9  |  | Nazim Si Salem            |     |     |
| Entraîneur :   |    |  |                           |     |     |
|                |    |  | Youcef Bouzidi            |     |     |
| Adjoint :      |    |  |                           |     |     |
|                |    |  | Gaci Salem                |     |     |
|                |    |  | Raho Slimane              |     |     |
|                |    |  | Zaher Nadir               |     |     |

|       |    | Gardien de but | 16 |  | Athmane Toual            |
|       |    |                | 20 |  | Abderrahim Abdelli       |
|       |    |                | 15 |  | Nabil Lamara             |
|       |    |                | 19 |  | Zakaria Khali            |
|       |    | Capitaine      | 25 |  | Farès Benabderahmane     |
|       |    |                | 6  |  | Mohamed Lagraâ           |
| 90+2e |    |                | 5  |  | Larbi Tabti              |
|       |    |                | 10 |  | Abdessamad Bounoua       |
| 85e   |    |                | 8  |  | Hamza Belahouel          |
|       | 7e |                | 27 |  | Abdelkrim Zouari         |
| 66e   |    |                | 14 |  | El Habib Bouguelmouna    |
|       |    | Remplaçants :  |    |  |                          |
|       |    | Gardien de but | 1  |  | Nadjib Ghoul             |
| 90+2e |    |                | 4  |  | Nour El Islam Salah      |
|       |    |                | 2  |  | Samir Zerrouki           |
|       |    |                | 22 |  | Sofiane Bengorine        |
| 85e   |    |                | 29 |  | Yahia Labani             |
| 66e   |    |                | 7  |  | Abdennour Belhocini      |
|       |    |                | 21 |  | Mohamed Seguer           |
|       |    | Entraîneur :   |    |  |                          |
|       |    |                |    |  | Tahar Chérif El-Ouazzani |
|       |    | Adjoint :      |    |  |                          |
|       |    |                |    |  | Redouane Haffaf          |
|       |    |                |    |  | Abbas El Kadi            |
|       |    |                |    |  |                          |